# Coopérative socialiste
La coopérative socialiste est une unité agricole de travail et de partage en Chine, organisée dans le cadre de l'économie planifiée et qui prit plusieurs formes.
Une coopérative socialiste comportait environ 158 familles travaillant sur 140 hectares et associait plusieurs coopératives semi-socialistes qui regroupaient quant à elles 25 à 30 familles exploitant 20 à 25 hectares avec 45 à 50 travailleurs.
Elle commença sous forme de mutualisme de 1953 jusqu'à la mise en place des communes populaires en 1958, lors du Grand Bond en avant.
Elle était organisée en plusieurs niveaux de regroupements et connut une grande productivité durant la première période. Elle ne retrouva pas le rejet de la population paysanne que connut l'URSS avec les kolkhozes. Il y a eu une redistribution des terres, celles-ci restaient semi-collectivisées.